# Музей ФК «Барселона»
Музей ФК Барселона (кат. Museu del FC Barcelona) — спортивний музей легендарного футбольного клубу «Барселона», відкритий у січні 1984 року президентом клубу Х. Л. Нуньєсом на території стадіону «Камп Ноу». В 2000 році музей отримав назву «Музей ФК Барселона Президента Нуньєса».

## Історія
Ідея відкриття музею з’явилась ще в 20-30-х роках 20 ст. за часів президента  Хуана Гампе. Але втілити її в життя зміг президент клубу Хосеп Луїс Нуньєс лише в 1984 році. З часу відкриття президентом Нуньєсом площа музею була збільшена втричі і зараз займає 3500 м². Щороку музей відвідують більше 1,2 мільйона відвідувачів, що робить його одним з найбільш відвідуваних футбольних музеїв у світі і другим після Музею Пікассо серед музеїв Барселони. 
15 червня 2010 року музей було відкрито після тривалої реконструкції . Інтер’єр і експозиція музею значно змінились. Він розподілений на три секції. 
В першій секції розміщено аудіовізуальний сенсорний екран, де відвідувачі можуть ознайомитись з історією клубу на інтерактивній скляній стіні. Також їм демонструють 3D фільм з фрагментами гри команди. 
Друга секція являє собою приватну колекцію (власник - Pablo Ornaque) творів мистецтва, в якій демонструються на постійній експозиції роботи таких каталонських художників як Сальвадор Далі, Жуан Міро, Антоні Тапіес. 
Третій розділ включає серед іншого кімнату трофеїв з усіма кубками, які виграла команда. Одним з яскравих експонатів є бутса Рональда Кумана, якою він забив зі штрафного переможний гол в 1992 році в фіналі Ліги чемпіонів у ворота Сампдорії на 21 хвилині додаткового часу.
Екскурсійний тур для відвідувачів включає серед іншого перебування в прес-центрі, роздягальні команди гостей, коментаторських кабінах, президентських кріслах, тренерських кріслах.

## Галерея

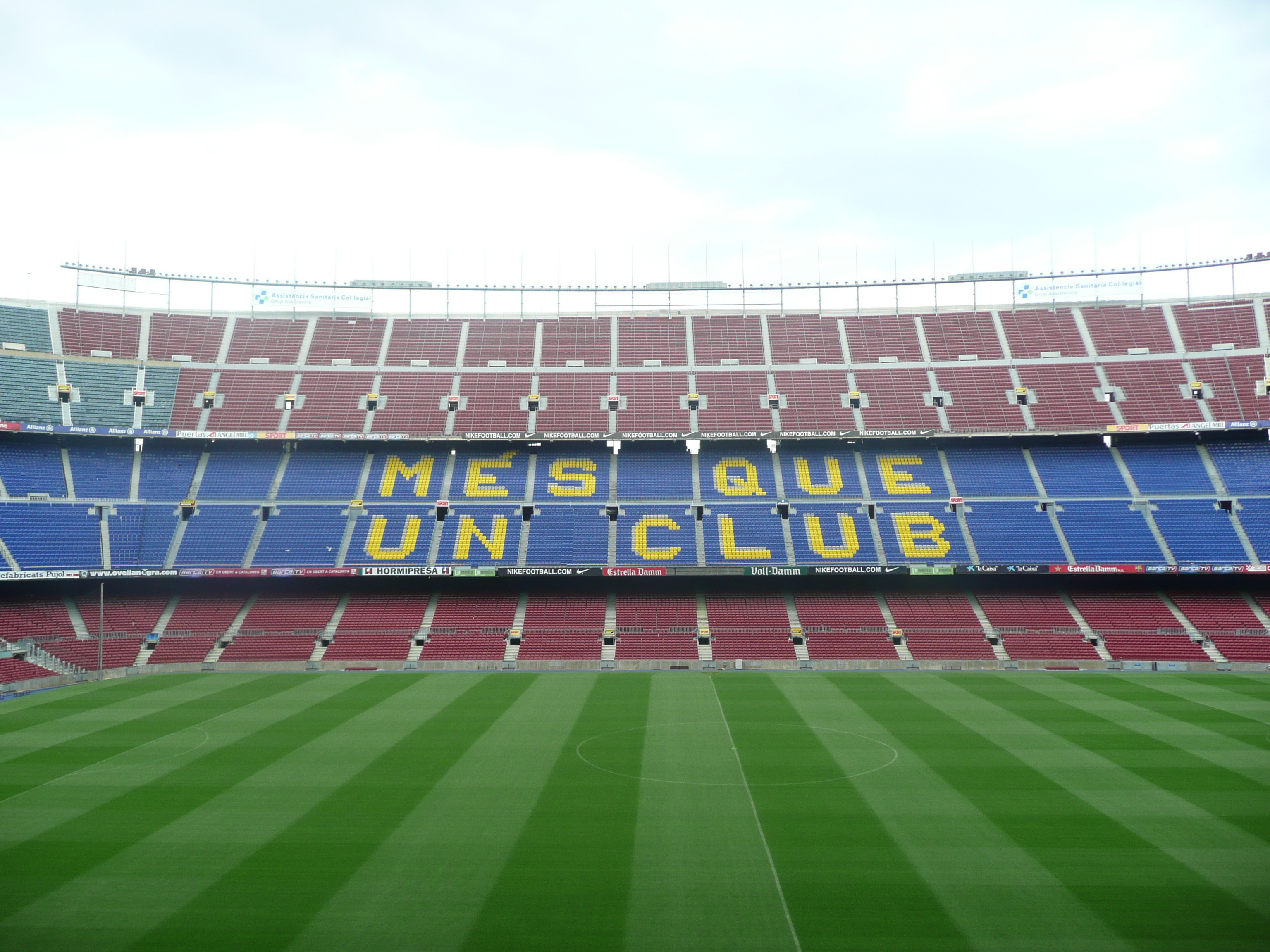
Більше ніж клуб
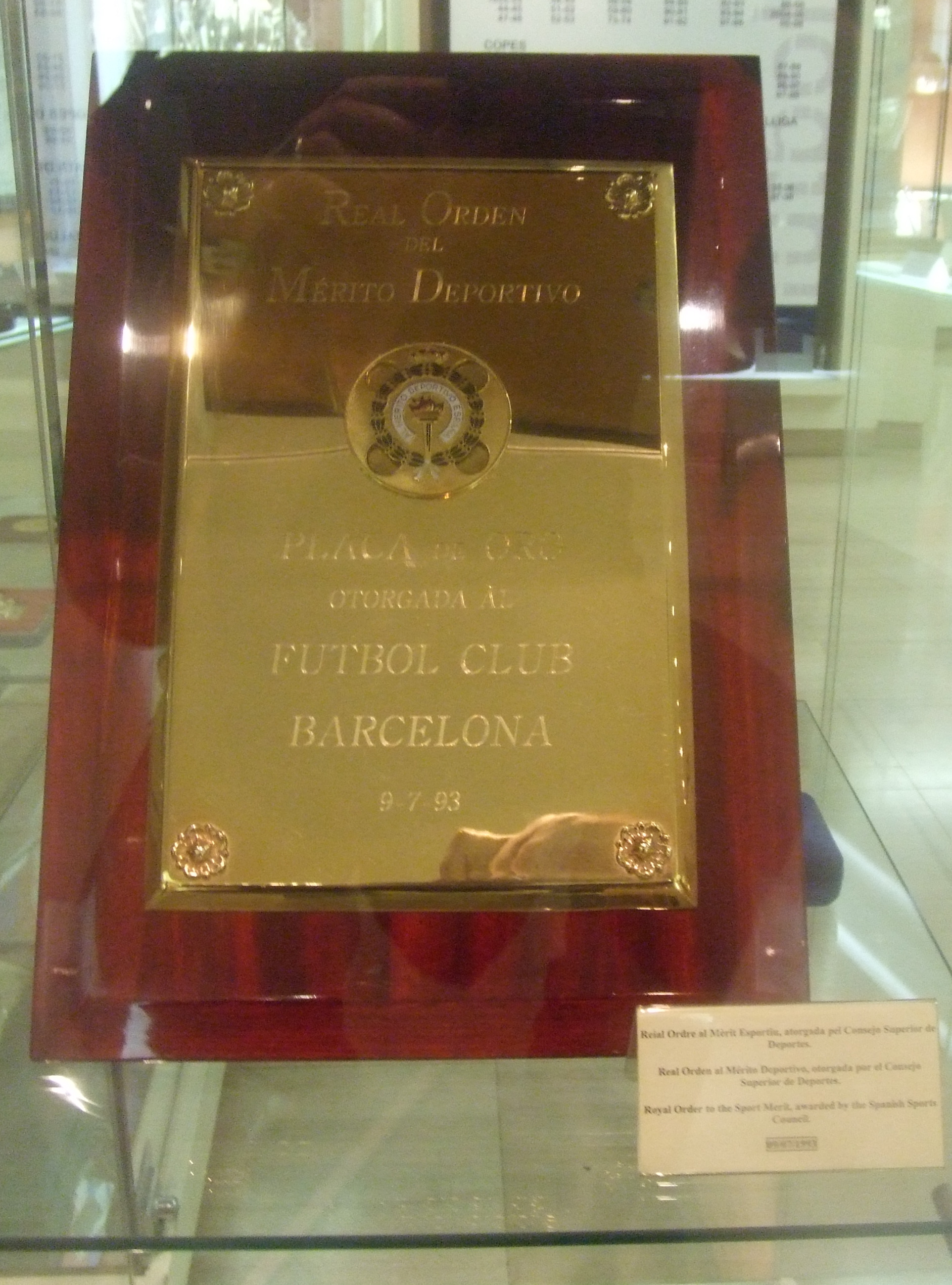
Королівський орден за заслуги в спорті 1993 року
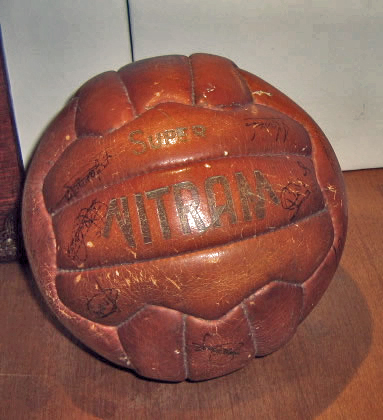
М’яч, яким грали в фіналі Кубку Ярмарків 1958 р.
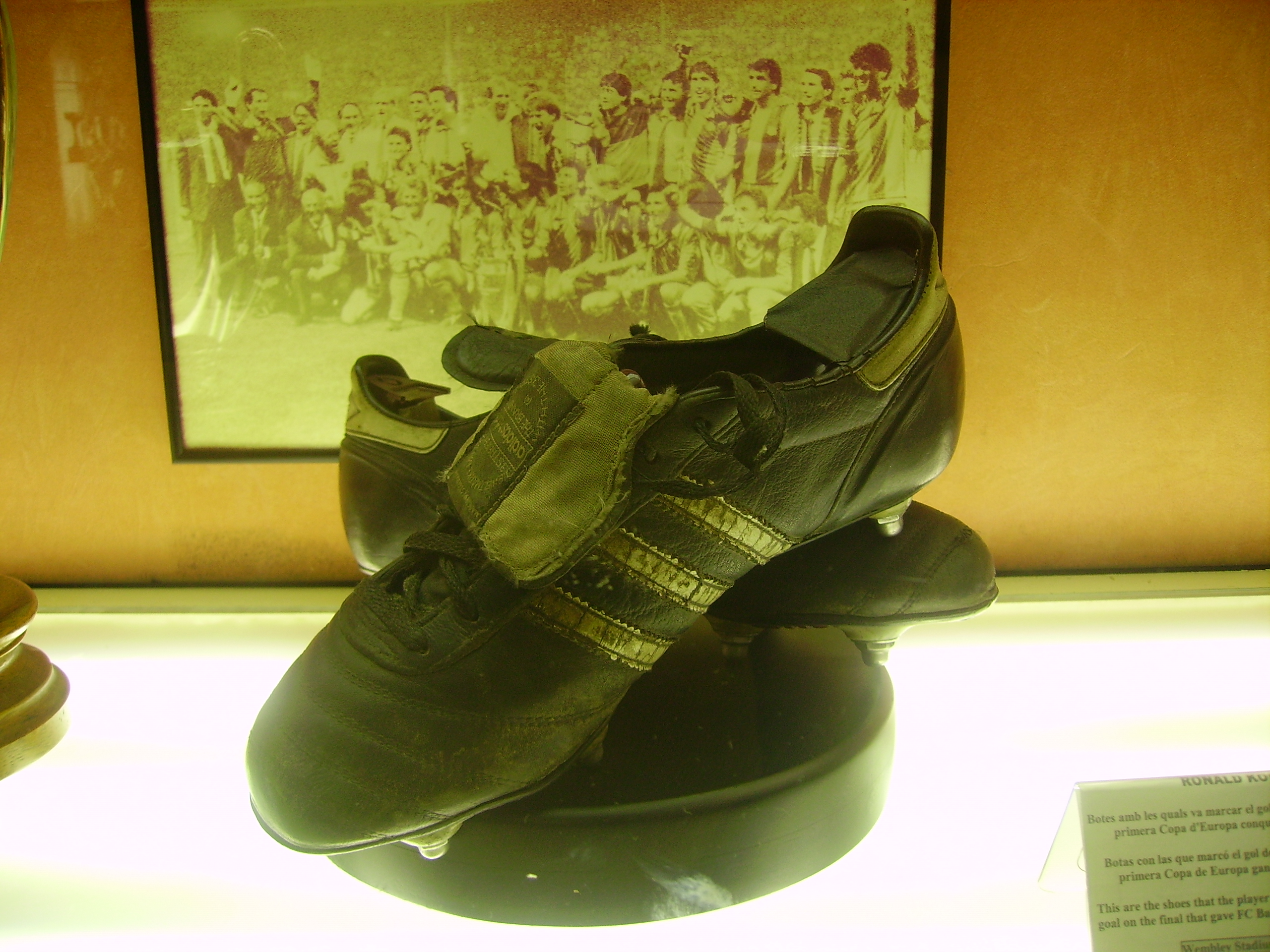
Бутса Рональда Кумана (1992)
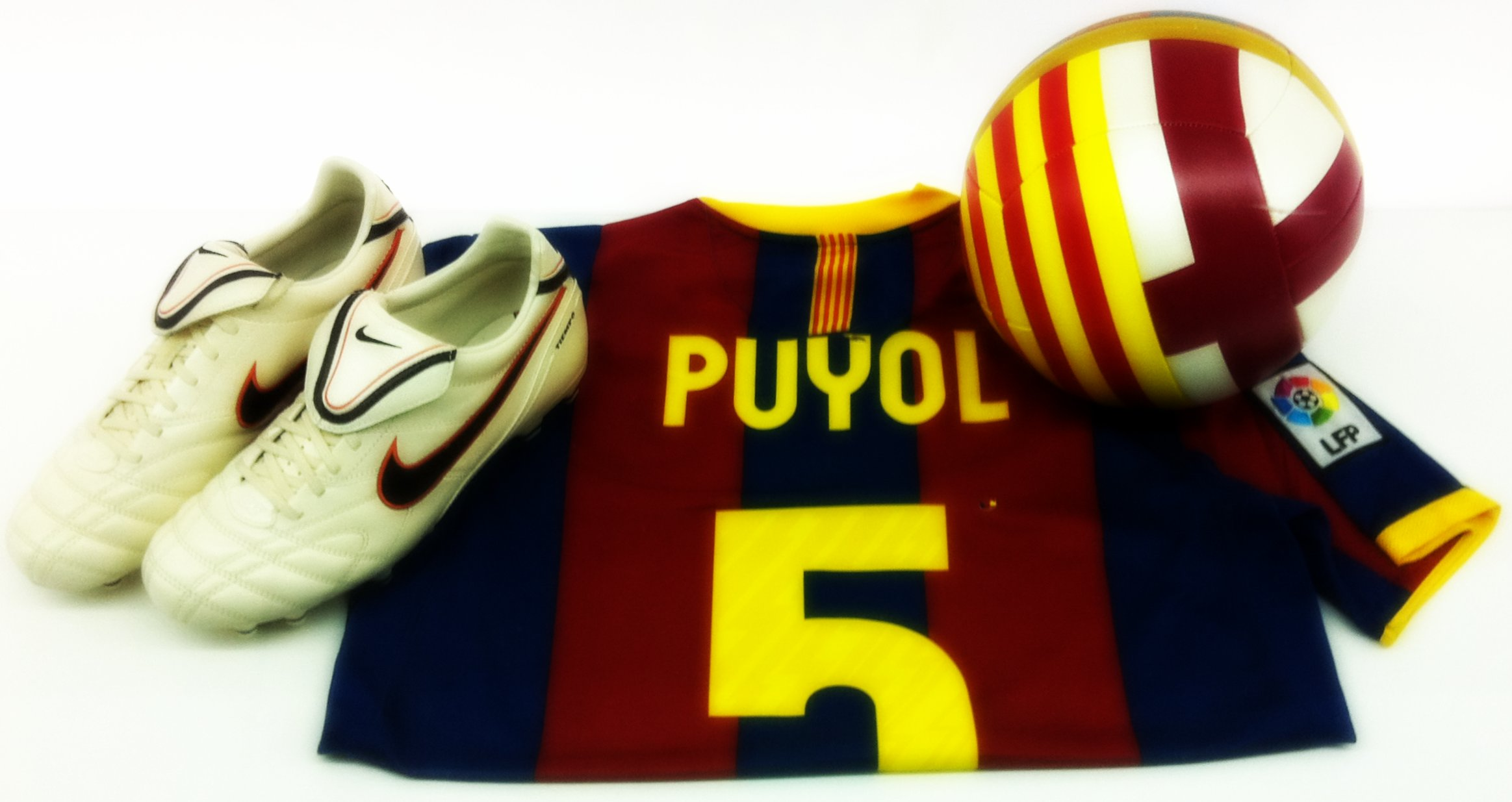
Форма Карлеса Пуйоля
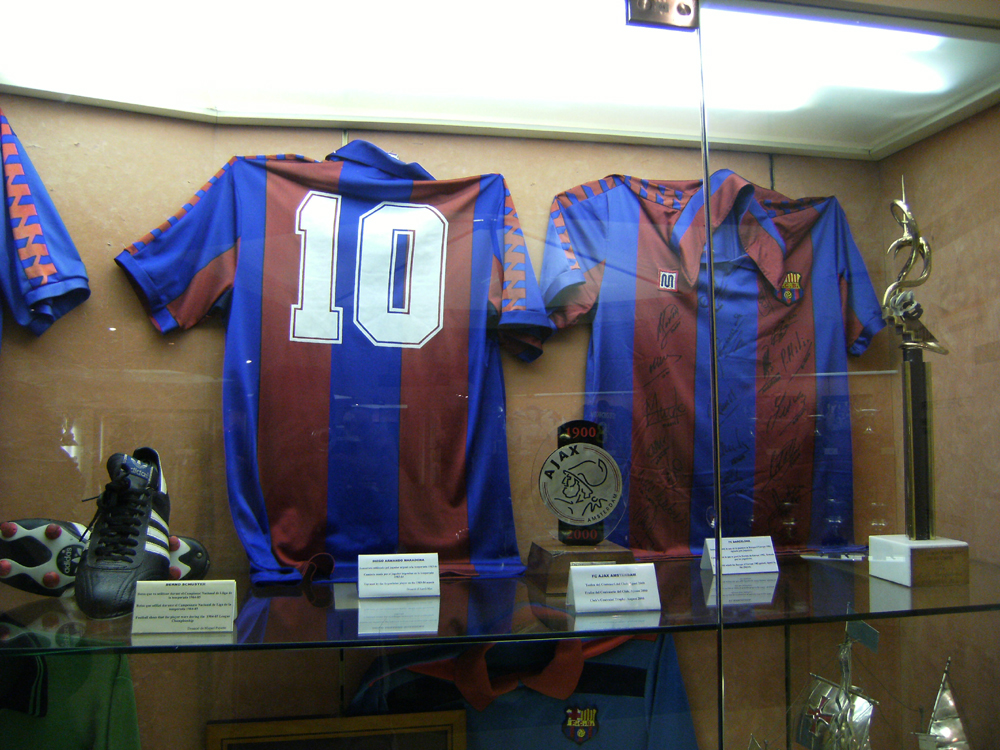
Футболка Марадонни
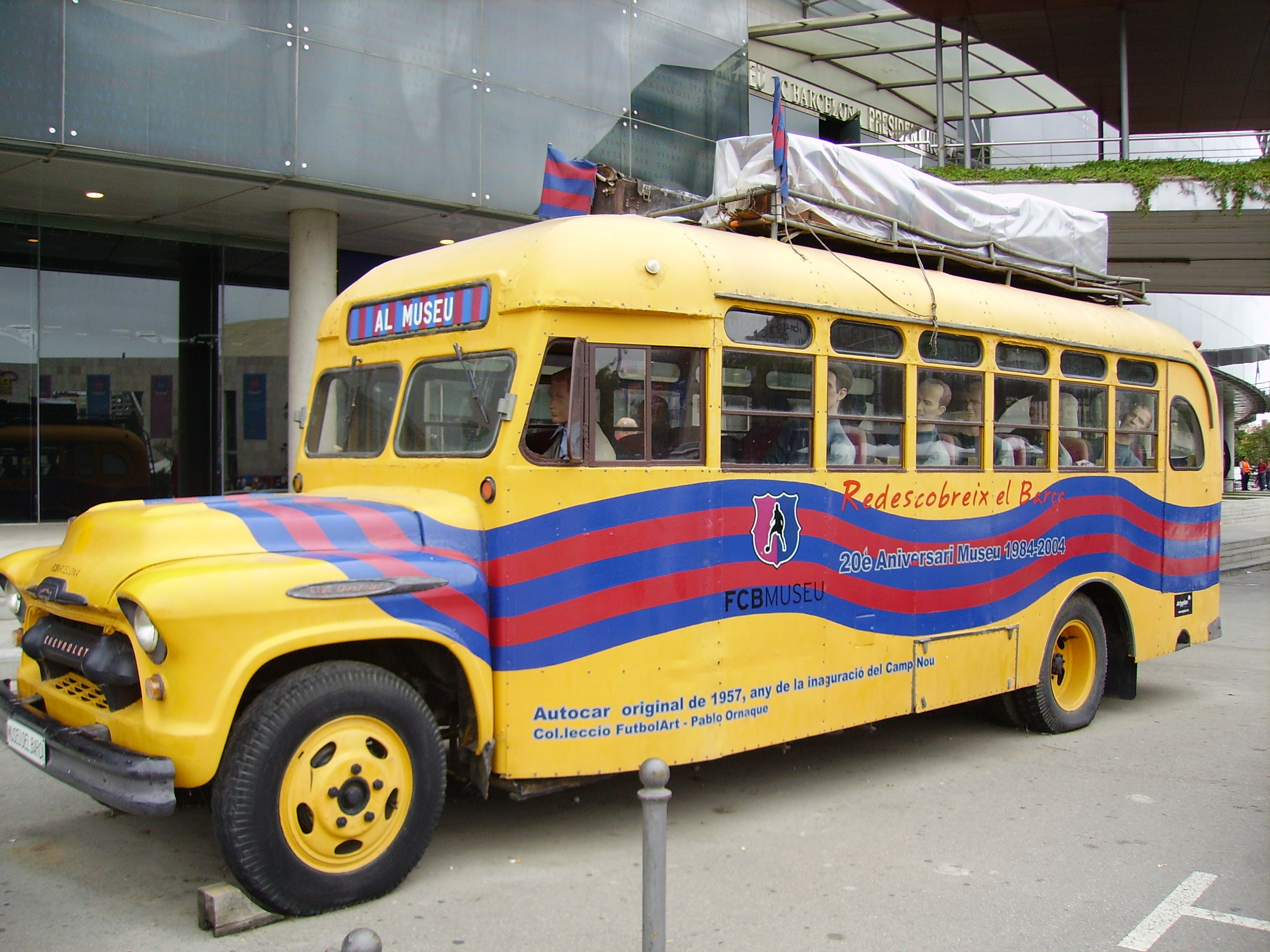
Автобус 1957 року
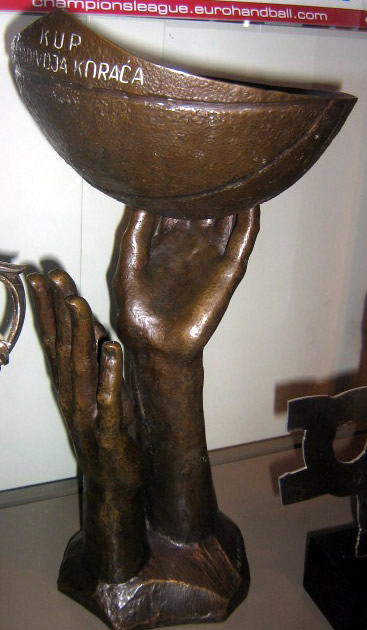
Кубок Корача (в центрі)